# Nicolò Barella
Nicolò Barella (født 7. februar 1997) er en italiensk professionel fodboldspiller, som spiller for Serie A-holdet Inter Milan og Italiens landshold.

## Klubkarriere

### Cagliari
Barella er født i Cagliari og begyndte sin karriere med lokalholdet Cagliari Calcio, hvor han gjorde sin professionelle debut i maj 2015. Han blev i januar 2016 udlejet til Serie B-holdet Como 1907.
Efter han vendte tilbage fra lejeopholdet, begyndte han at etablere sig på Caglaris førstehold. Han havde sit helt store gennembrud i 2017-18 sæsonen, hvor han spillede som fast mand hele sæsonen. Han fortsatte sin fremgang i 2018-19 sæsonen, hvor han for første gang i sin karriere blev inkluderet på årets hold i Serie A.

### Inter Milan
Barella skiftede i juli 2019 til Inter Milan på en lejeaftale med en obligation til at gøre skiftet permanent. Han havde en god debutsæson i Milano, og blev igen inkluderet i årets hold i Serie A. 2020-21 sæsonen ville dog blive endnu bedre for Barella, da han spillede en central rolle i at Inter vandt deres første mesterskab i 10 år, og han blev kåret til den bedste midtbanespiller i Serie A i sæsonen.

## Landsholdskarriere

### Ungdomslandshold
Barella har repræsenteret Italien på samtlige ungdomsniveauer.

### Seniorlandshold
Barella debuterede for Italiens landshold den 10. oktober 2018. Han var del af Italiens trup som vandt europamesterskabet i 2020.

## Titler
Inter Milan
- Serie A: 2 (2020-21, 2023-24)
- Coppa Italia: 2 (2021-22, 2022-23)
- Supercoppa Italiana: 3 (2021, 2022, 2023)

Italien
- Europamesterskabet: 1 (2020)

Individuelle
- Ballon d'Or nominering: 2 (2021, 2023)
- Premio Bulgarelli Number 8: 1 (2019)
- Serie A Årets hold: 5 (2018-19, 2019-20, 2020-21, 2021-22, 2022-23)
- UEFA Europa League Sæsonens hold: 1 (2019-20)
- Serie A Bedste midtbanespiller: 2 (2020-21, 2022-23)